# Sekta Core!
Sekta Core! es un grupo de ska, punk y hard core procedente de Atizapán de Zaragoza, Estado de México, México.

## Historia
La banda se formó en marzo de 1994 en Atizapán de Zaragoza y a partir de ese año integraron el movimiento del ska en México, un renacimiento del género en el país basado en la llamada tercera ola (third wave) que se vivió a partir de 1995. Luego de grabar su primer demo Terorrismo kasero con el productor independiente Pepe Lobo en 1996, en 1997 firmaron con Sony Music Entertainment para su álbum Morbos club originalmente firmaron un contrato para 4 discos, sin embargo solo grabaron dos. 
Sus letras hablan de temáticas urbanas, con contenido social, lo que influyó a otros grupos del género y a apoyar eventos a causas como la del Ejército Zapatista de Liberación Nacional. Entre sus influencias se encontraron Tijuana No!, Todos tus muertos y Mano negra. Han participado en festivales como Vive Latino en muchas de sus ediciones, SkaTex, siendo una de las bandas más esperadas por la gente en dichos festivales.

## Miembros
- Miguel Rizo (batería)
- Jorge Salcedo (voz)
- Axel Ávila (guitarra)
- Juan Vicente (voz)
- Isidro Martínez (bajo)
- Juan Manuel Peña (sax)
- Toro Pacheco (trombón)
- Gustavo Quintana (guitarra)
- Jorge Jazef (trompeta)

### Miembros pasados
- Jorge Cotardo (voz)
- Luis "Wiwi" Guzmán (saxofón y voz)
- Felipe Panda Barragán (bajo)
- Arturo Chucky Canales (percusiones)
- Armando Dillo Vázquez (teclado)
- Poporo Enrique Ramírez Varela (trombón)
- Elio Medndiola
- Galo Reyes (trompeta)
- Diego Trejo (guitarra)
- Ernesto Villarreal (bajo)
- Iván "Bam" Rubio (bajo y voz)
- Juan Álvarez (guitarra)

## Discografía
- 1996 - Una noche en la colonia (demo)
- 1997 - Terrorismo Kasero
- 1998 - Morbo's club
- 2000 Infierno
- 2002 - ¡Con fuerza!
- 2005 Sekta Core Royal Club
- 2008 Bestias vs Hombres
- 2010 - Evil 6
- 2011 - Honor 6
- 2018 - Violencia 6
- 2023 - sinfonía del caos

### En vivo
- 2006 Unidad Lealtad Comunidad
- 2016 Ser fuertes en el Alicia